# Spiterstulen
Spiterstulen est un refuge de montagne situé dans le massif de Jotunheimen, dans la commune de Lom en Norvège. Il se trouve à 1 104 m d'altitude dans la vallée Visdalen, entre les deux plus hauts sommets du pays, Galdhøpiggen (2 469 m) et Glittertind (2 464 m) et est l'un des principaux points de départ pour l'ascension de ces deux montagnes. Avec 230 lits, c'est le plus grand refuge de montagne de Norvège.

## Histoire

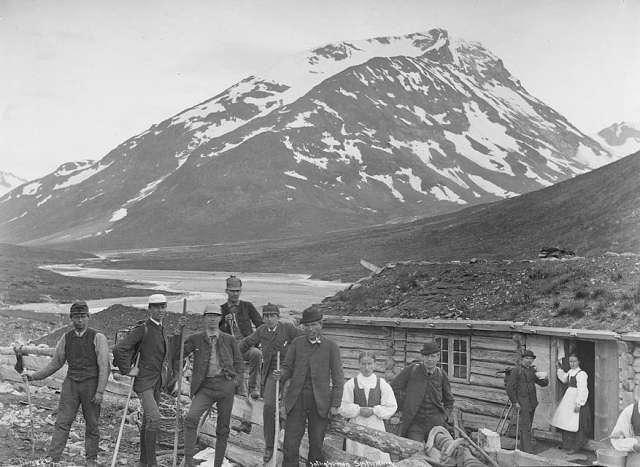
Randonneurs au Spiterstulen dans les années 1880.

Au XVIIIe siècle, Spiterstulen était un chalet d'estive, mais à partir du XIXe siècle, le chalet commence à héberger les premiers touristes du massif. Le chalet était alors en la possession de l'agriculteur Steinar Sulheim, un amateur de randonnée dans les montagnes, et en particulier la personne qui réalise la première ascension du Galdhøpiggen. Le chalet accueillie aussi d'autres grimpeurs célèbres, dont en particulier William Cecil Slingsby en 1874. Les infrastructures sont alors limitées, avec seulement une chambre réservés aux touristes, mais en 1881, un bâtiment dédié au tourisme est finalement construit.

## Accès
Il y a une route à péage jusqu'à Spiterstulen, à partir de la route départementale 55 (Sognefjellsveien). La bifurcation se situe à 15 kilomètres au sud-ouest du village de Lom.